# Americana (São Paulo)
Americana (pronunciación en portugués: /ameɾiˈkɐnɐ/) es un municipio ubicado en el estado de São Paulo, Brasil . Forma parte de la Región metropolitana de Campinas. El asentamiento original se desarrolló alrededor de la estación de tren local, fundada en 1875, y el desarrollo de una fábrica de tejidos de algodón en una granja cercana.
Después de 1866, varios antiguos simpatizantes de los Estados Confederados de América de la guerra civil estadounidense se establecieron en la región. Después de la Guerra Civil, la esclavitud fue abolida en los Estados Unidos. En Brasil, sin embargo, la la esclavitud fue legal hasta 1888, por lo que es un lugar particularmente atractivo para los ex confederados, entre los que se encontraba un exmiembro del Senado de Alabama, William Hutchinson Norris.
Alrededor de trescientos de los Confederados son miembros de la Fraternidade Descendência Americana (Fraternidad de Descendientes Americanos). Se reúnen trimestralmente en el Cementerio de Campo.
La ciudad fue conocida como Vila dos Americanos ("Pueblo de los americanos") hasta 1904, cuando perteneció a la ciudad de Santa Bárbara d'Oeste. Se convirtió en distrito en 1924 y en municipio en 1953.
Americana tiene varios museos y atracciones turísticas, incluyendo el Museo Histórico Pedagógico y el Museo de Arte Contemporáneo.
El Rio Branco Esporte Clube, fundado en 1913, es el club de fútbol de la ciudad. El equipo juega sus partidos de casa en el Estádio Décio Vitta, que tiene una capacidad máxima de 15.000 personas.

## Historia
Los primeros registros sobre la ocupación de las tierras donde ahora se encuentra Americana datan de finales del siglo XVIII, cuando Domingos da Costa Machado I adquirió una propiedad de la corona entre los municipios de Vila Nova da Constituição (ahora Piracicaba) y Vila de São Carlos (ahora Campinas). En esa zona se crearon varias haciendas, entre ellas Salto Grande, Machadinho y Palmeiras.
Una parte de la propiedad, que incluía la hacienda Machadinho, fue vendida por Domingos da Costa Machado II a Antônio Bueno Rangel. Después de la muerte de Rangel, la propiedad se dividió entre sus hijos José y Basílio Bueno Rangel. Posteriormente, una parte de la propiedad fue vendida al capitán de la Guardia Nacional, Ignácio Corrêa Pacheco, considerado el fundador de Americana.

### Inmigración confederada
En 1866, la región comenzó a poblarse con Inmigrantes estadounidenses de los antiguos Estados confederados de América, que huían de las secuelas de la guerra civil estadounidense. El emperador Dom Pedro II fue un feroz defensor del sur durante la guerra y reclutó abiertamente a los ex confederados, ofreciendo transporte gratuito, tierra barata y un camino fácil hacia la ciudadanía.
El primer inmigrante en llegar fue el abogado y exsenador estatal de Alabama, coronel William Hutchinson Norris. Norris se instaló en terrenos cercanos a la cabecera de la hacienda Machadinho y al río Quilombo.
Norris debía investigar e informar sobre Brasil y como un posible nuevo hogar para los confederados a favor de la esclavitud que ya no querían vivir en los Estados Unidos. Su informe fue positivo y en 1867 el resto de su familia llegó a Brasil, acompañada de otras familias de los Estados Confederados. Estas familias se establecieron en la región, trayendo innovaciones agrícolas y una especie de sandía conocida en Georgia como "cascabel". Entre 8.000 y 20.000 ex confederados emigraron a Brasil (no todos a esta ciudad). Los esclavos eran baratos en Brasil, señaló uno, y al menos 54 familias compraron 536 esclavos después de su llegada a Brasil.
En 1875, casi una década después de la llegada de los inmigrantes confederados a la región, la Companhia Paulista de Estradas de Ferro completó la expansión de su principal vía férrea a la ciudad de Río Claro. Se construyó una estación dentro de los terrenos de la hacienda Machadinho. A pesar de pertenecer al municipio de Campinas, la estación se hizo para atender las haciendas del municipio de Santa Bárbara d'Oeste, que estaba más lejos y no tenía estación propia.
La inauguración de la estación contó con el Emperador Dom Pedro II y Gaston, comte d'Eu entre los que asistieron. La estación fue bautizada como "Estación Santa Bárbara". No se sabe exactamente cuándo el pequeño pueblo se convirtió en la ciudad de Americana, pero se sabe que este pueblo fue creado en el momento de la inauguración de la estación ferroviaria, y que fue Ignácio Corrêa Pacheco quien distribuyó las tierras. Pacheco es así considerado el fundador de la ciudad. La fiesta municipal de Americana sigue siendo el 27 de agosto, día en que se inauguró la estación ferroviaria.

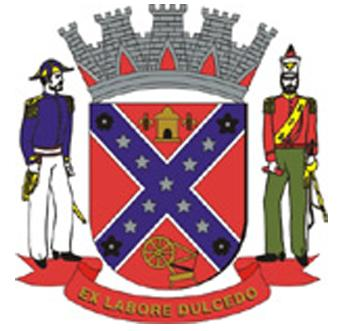
Bandera confederada en el antiguo escudo de armas de Americana.

El pequeño pueblo formado alrededor de la estación se denominó "Villa da Estação de Santa Bárbara" (Pueblo de la Estación de Santa Bárbara). Sus habitantes eran principalmente familias estadounidenses, por lo que el pueblo pasó a ser conocido popularmente como "Villa dos Americanos" (Pueblo de los americanos).
La similitud entre el nombre oficial de la localidad y el del municipio vecino provocaba con frecuencia serios problemas de comunicación, como el envío del correo a la Estación Santa Bárbara muchas veces al municipio de Santa Bárbara. Para solucionar el problema, la compañía ferroviaria cambió el nombre de la estación en 1900 a "Estação de Villa Americana". El nombre de la ciudad en sí también se cambió oficialmente a "Villa Americana".
La canción oficial de la ciudad dice, en parte:
Los muchos confederados
nos trajo
la carretilla, la sandía,
algodón y el arado.
La ciudad celebra un festival confederado anual, llamado "Festa Confederada". La bandera confederada se muestra de manera destacada, los hombres se visten como soldados confederados.

### Carioba

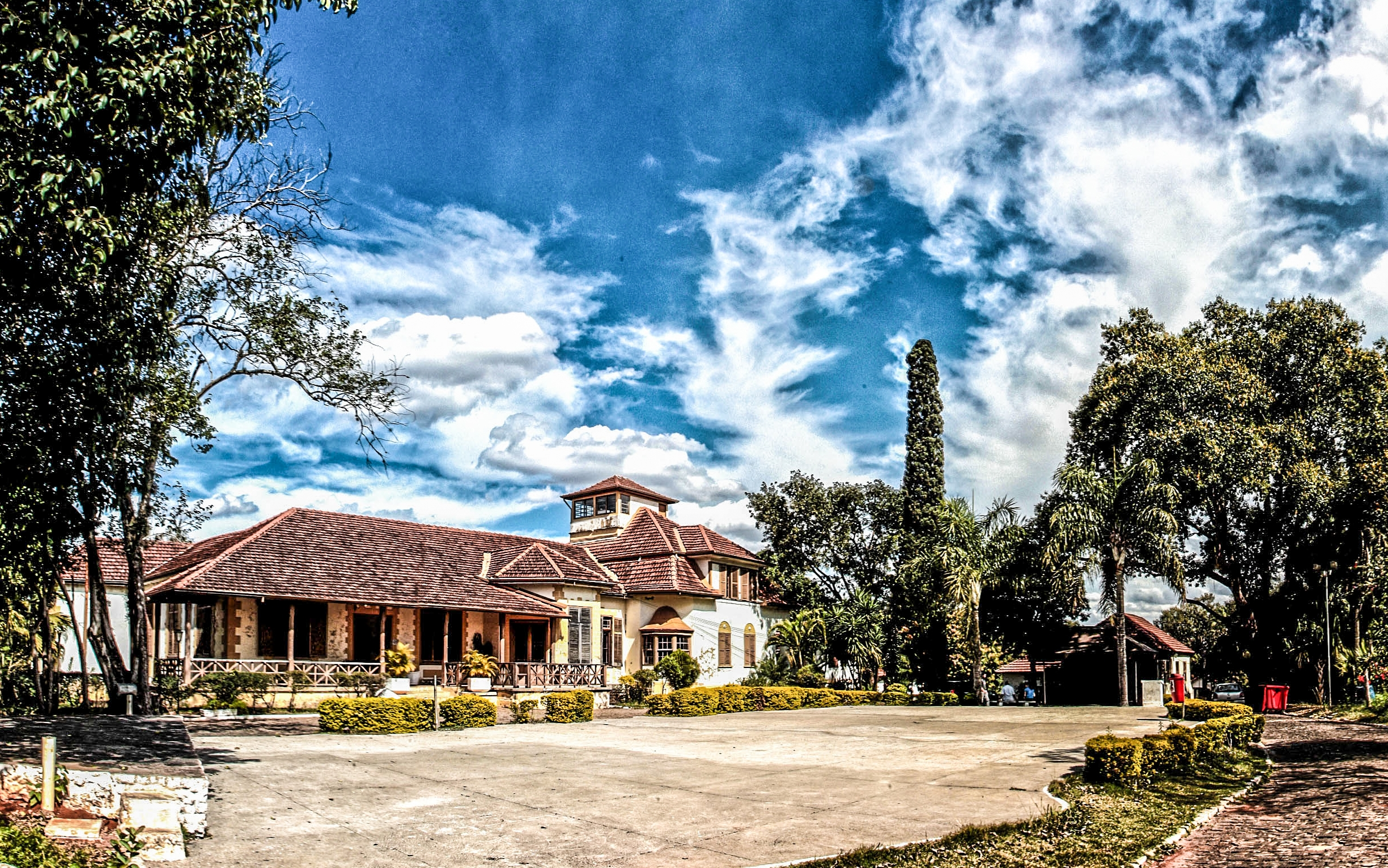
La Casa de Cultura Alemana Hermann Muller Carioba.

En la década de 1890, la hacienda conocida como Fazenda Salto Grande fue comprada por el estadounidense Clement Willmot. Willmot estableció la primera industria en Americana bajo el nombre de Clement H. Willmot & Cia. En 1889, la fábrica pasó a llamarse Fábrica de Tecidos Carioba (Fábrica Textil Carioba). El nombre "Carioba" deriva de las palabras Tupi para "tela blanca".
La fábrica tuvo problemas financieros después de la abolición de la esclavitud en 1888, y fue comprada por inmigrantes alemanes que eran miembros de la familia Müller. El pueblo de Carioba surgió alrededor de la fábrica. Los inmigrantes alemanes trajeron a Carioba una urbanización de estilo europeo que se refleja en el estilo de sus casas solariegas, fábricas, hoteles y escuelas. El asfalto de alquitrán se importó primero de Europa a Americana y se utilizó en la pavimentación de carreteras. La fábrica se convirtió en la base del actual Parque Industrial de Americana.

### Inmigración italiana
El 8 de octubre de 1887, Joaquim Boer condujo a un nutrido grupo de inmigrantes italianos a Brasil. En Americana, estos inmigrantes italianos construyeron su primera iglesia en 1896, dedicada a San Antonio de Padua, quien finalmente se convirtió en el santo patrón de la ciudad. Nacido en Portugal, y llamado allí San Antonio de Lisboa, el santo que se encuentra entre los tres santos populares de junio en el calendario católico (los otros son los santos Juan Bautista y Pedro) se celebra el 13 de junio con comida típica del campo junino brasileño, oraciones del rosario, baile de plaza, aguardiente y fogata.
Aunque los inmigrantes recibieron incentivos para venir a Brasil, los italianos que llegaron antes no parecían haber disfrutado de privilegios especiales. A menudo vivían en los barrios diseñados para esclavos africanos que también sufrían de falta de comodidad y condiciones saludables. Esos inmigrantes trabajaron como sirvientes contratados, pagando sus deudas a los granjeros que habían pagado sus boletos y fueron explotados, hasta que el sistema fue renovado y mejorado. Sus descendientes se convirtieron en trabajadores, comerciantes y profesionales.

### La visita de Elihu Root

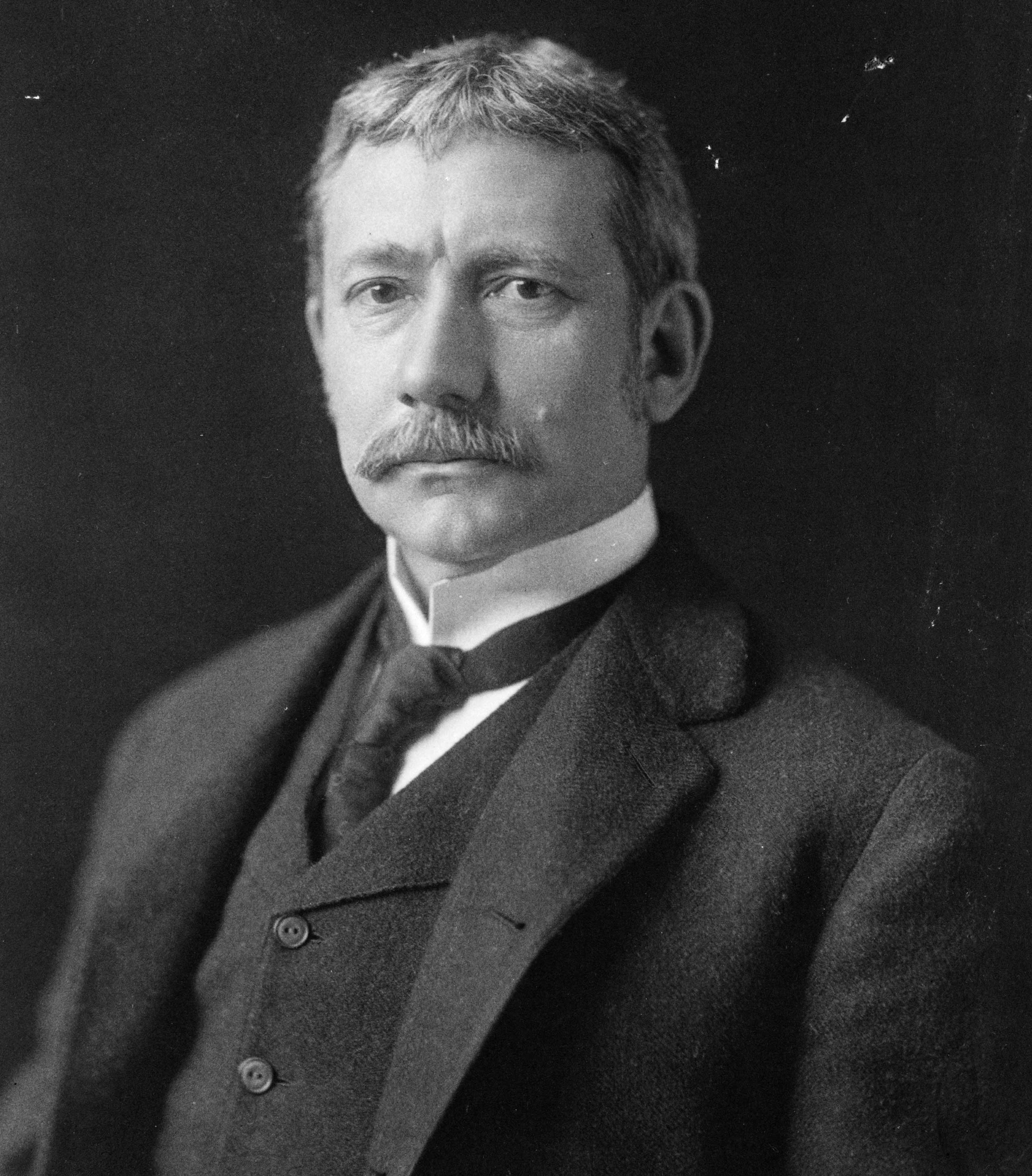
Secretario de Estado de los Estados Unidos Elihu Root en Americana.

En 1906, dos años después de la creación del Distrito de Paz de Villa Americana, el municipio recibió la visita de Elihu Root, Secretario de Estado de los Estados Unidos, quien había estado asistiendo y presidiendo la Conferencia Panamericana realizada en Río de Janeiro. Después de la conferencia, Root visitó otras partes de Brasil (como Araras) y se enteró de la existencia de Americana. Root manifestó interés en visitar el pueblo, y fue recibido en Americana con gran emoción y cariño. Cientos de residentes recibieron a Root durante la noche.

### Autonomía
Con el cambio de estatus de pueblo a distrito, Americana se desarrolló rápidamente. Se creó su primera fuerza policial, se estableció una subprefectura y tres luces de alumbrado público encendidas por queroseno y traídas de Alemania. También se estableció una escuela, con el envío del educador Silvino José de Oliveira para representar los intereses de Americana ante el gobierno del estado. Todos estos desarrollos llevaron a los habitantes locales a clamar por el estatus de ciudad.
En 1922, Villa Americana era uno de los barrios más progresistas de Campinas con una población de 4.500 habitantes. En este año se inició la lucha por cambiar su estatus a ciudad, encabezada por Antonio Lobo y otros, como el teniente Antas de Abreu, Cícero Jones y el propio Hermann Müller. Sus esfuerzos finalmente dieron sus frutos: el 12 de noviembre de 1924 se creó el Municipio de Villa Americana,

### Revolución Constitucionalista y desarrollo económico

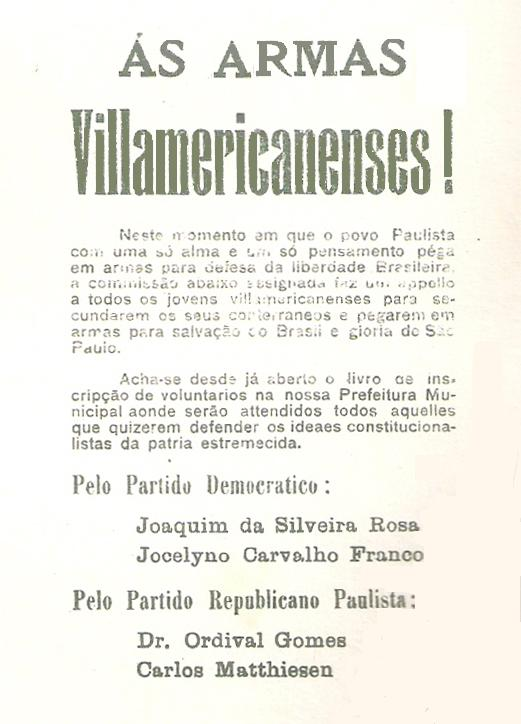
Un llamado a las armas a los jóvenes de Americana durante la Revolución Constitucionalista.

En el momento del comienzo de la dictadura de Getúlio Vargas en Brasil en 1930, Americana estaba experimentando una profunda transformación económica debido al auge de la industria textil allí (la ciudad era conocida como la " Rayón Capital").
En 1932, durante la administración del alcalde Antonio Zanaga, estalló la revuelta conocida como la Revolución Constitucionalista contra el régimen de Vargas. Americana envió voluntarios a esta revolución, y tres de ellos, Jorge Jones, Fernando de Camargo y Aristeu Valente (de Nova Odessa, entonces parte de Americana), perecieron durante la lucha. Su sacrificio se recuerda en Americana hasta el día de hoy.
En 1938, el alcalde Zanaga cambió el nombre del pueblo de Villa Americana a Americana, y debido a la transformación económica del pueblo, se creó la Comarca de Americana el 31 de diciembre de 1953, durante la administración del alcalde Jorge Arbix. En 1959, durante la administración del alcalde Abrahim Abraham, Nova Odessa obtuvo la autonomía como municipio propio.
Entre 1960 y 1970, el rápido desarrollo de Americana llevó a muchas personas a mudarse allí en busca de trabajo. Debido a su tamaño, no había suficiente espacio para acomodar a los nuevos residentes y muchos vivían en la frontera de Santa Bárbara d'Oeste y Americana, creando lo que hoy se conoce como Zona Leste de Santa Bárbara ( Este de Santa Bárbara).
Lo mismo ocurrió porque la mayoría de la población desconocía el lugar donde terminaba un municipio y comenzaba otro. La confusión se produjo porque los límites municipales aún no estaban completamente determinados. El problema se resolvió con la creación de una gran avenida, hoy llamada Avenida da Amizade (Avenida de la Amistad), que se convirtió en la línea divisoria.
Al mismo tiempo que estos desarrollos, también se crearon algunos problemas. El aumento repentino de la población provocó un desequilibrio en las cuentas públicas del municipio, que no estaba preparado para un número tan elevado de nuevos habitantes.

## Geografía

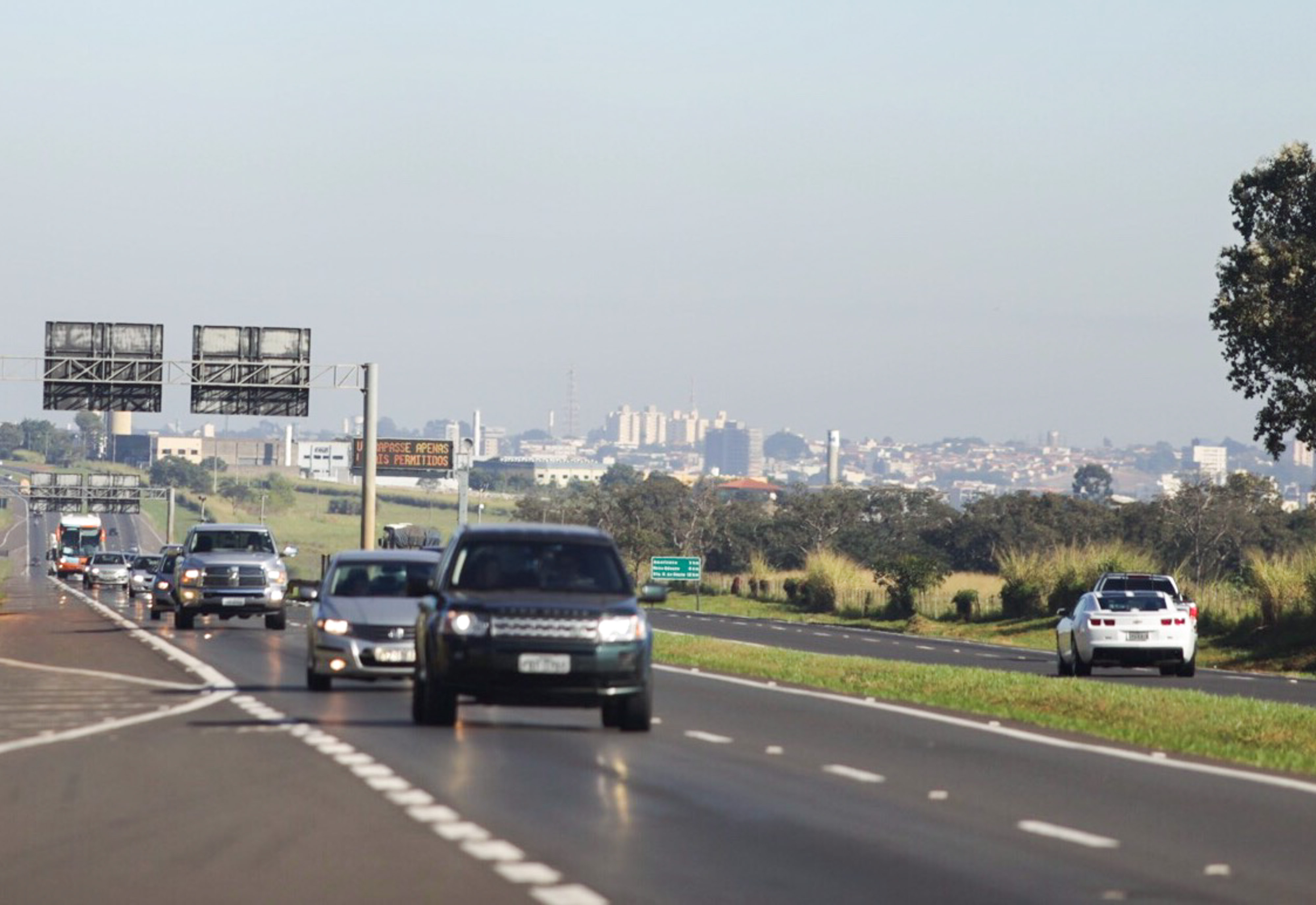
Carretera SP-304 en Americana.

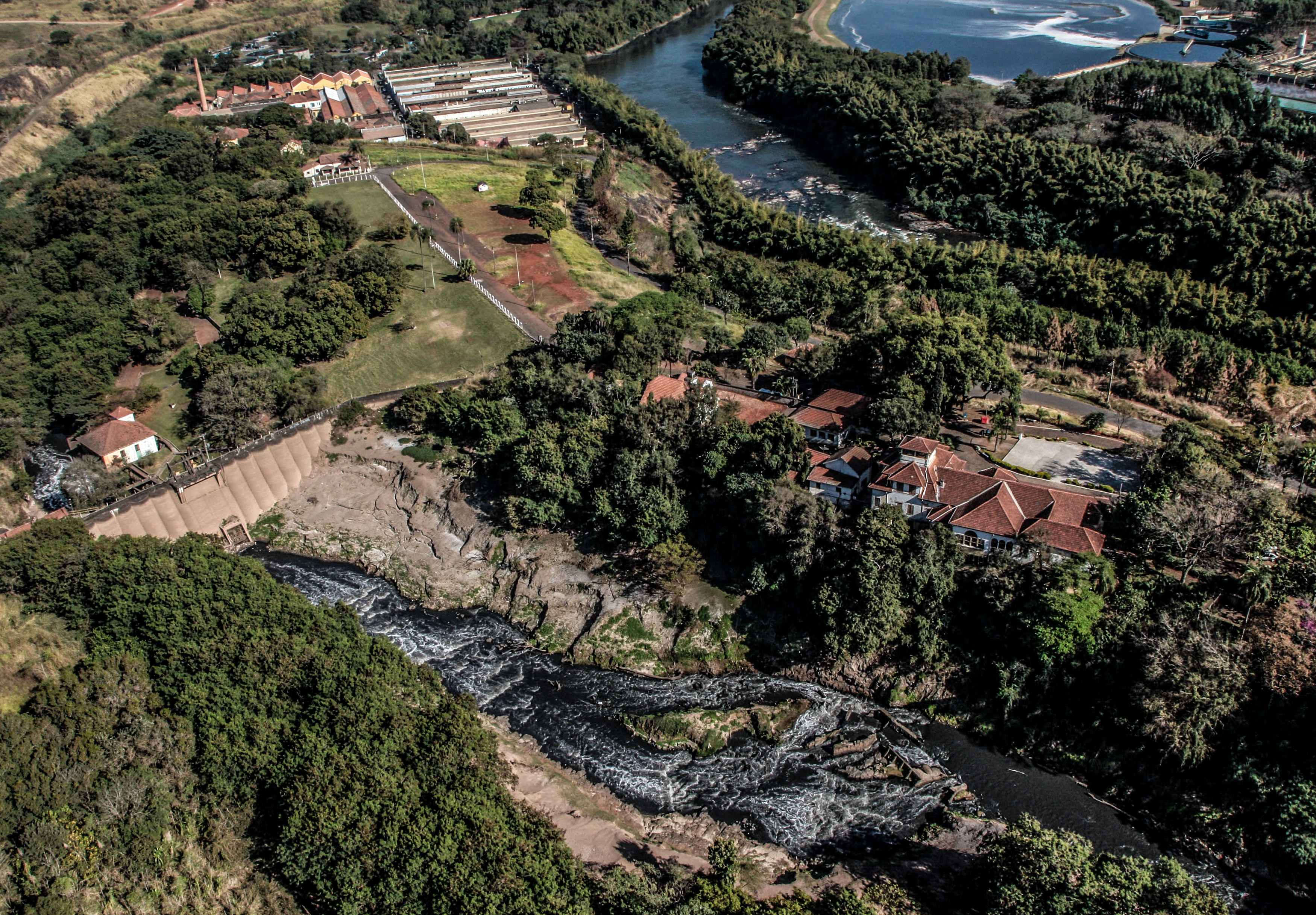
Vista aérea de la Americana rural.

### Ubicación
Americana está ubicada en la región centro-este del estado de São Paulo, Región Sudeste.
- 124 km (77,1 mi) de São Paulo
- 205 km (127,4 mi) desde el Puerto de Santos
- 35 km (21,7 mi) de Campinas
- 110 km (68,4 mi) de São Carlos
- 150 km (93,2 mi) de São Bernardo do Campo
- 30 km (18,6 mi) de Piracicaba
- 15 km (9,3 mi) de REPLAN en Paulínia

### Clima
Americana tiene un clima tropical de altitud, con veranos calurosos e inviernos fríos. En invierno, hay mucho menos lluvia que en verano. Según la Köppen y Geiger la clasificación climática es Aw.
La temperatura máxima media en verano es 84 grados Fahrenheit (28,9 °C) y la media baja es 64 grados Fahrenheit (17,8 °C), comparable a Boston. En invierno, la temperatura media alta es 72 grados Fahrenheit (22,2 °C) y la temperatura media baja es 50 grados Fahrenheit (10,0 °C), comparable a Orlando, Florida.
En Americana, el mes con más horas diarias de sol es febrero con un promedio de 9.37 horas de sol. En total, hay 290,43 horas de sol en febrero.
El mes con la menor cantidad de horas diarias de sol en Americana es enero con un promedio de 8.87 horas de sol al día. En total, hay 266,09 horas de sol en enero. En Americana se contabilizan unas 3251,14 horas de sol a lo largo del año. En promedio, hay 106,92 horas de sol al mes.

## Demografía
La población desciende de una mezcla de portugueses y otros inmigrantes, principalmente italianos, portugueses, alemanes y levantinos.
Debido a sus orígenes como un pueblo poblado por los Confederados, recibió el nombre de "Americana", refiriéndose a "cidade" o ciudad, la forma femenina de "Americano."

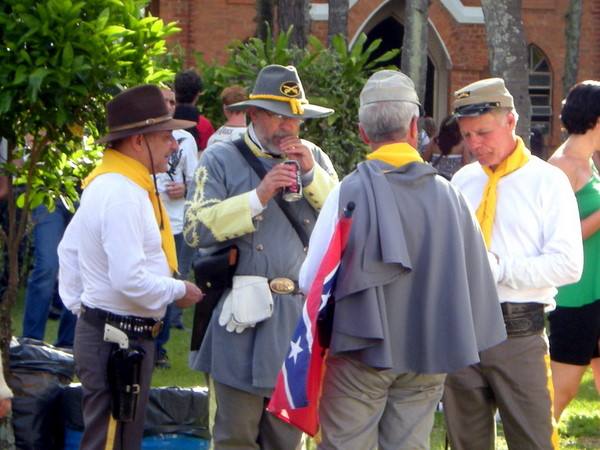
Descendientes confederados en un Partido Confederado en la región brasileña que los recibió.

| Población histórica del municipio | Población histórica del municipio | Población histórica del municipio | Población histórica del municipio |
| Año                               | Población                         |                                   | %±                                |
| --------------------------------- | --------------------------------- | --------------------------------- | --------------------------------- |
| 1925                              | 10 000                            |                                   | —                                 |
| 1929                              | 12 578                            |                                   | 25,8%                             |
| 1934                              | 12 362                            |                                   | −1,7%                             |
| 1937                              | 13 217                            |                                   | 6,9%                              |
| 1940                              | 13 502                            |                                   | 2,2%                              |
| 1946                              | 16 428                            |                                   | 21,7%                             |
| 1950                              | 21 415                            |                                   | 30,4%                             |
| 1958                              | 31 660                            |                                   | 47,8%                             |
| 1960                              | 42 458                            |                                   | 34,1%                             |
| 1970                              | 66 771                            |                                   | 57,3%                             |
| 1980                              | 122 055                           |                                   | 82,8%                             |
| 1991                              | 153 778                           |                                   | 26,0%                             |
| 2000                              | 182 300                           |                                   | 18,5%                             |
| 2010                              | 210 701                           |                                   | 15,6%                             |
| 2022                              | 237 240                           |                                   | 12,6%                             |
| [ 17 ] [ 18 ] [ 19 ]              |                                   |                                   |                                   |

### Grupos étnicos
- 84,6% Blanco
- 12,0% Pardo (Raza Mixta)
- 2,4% Negro
- 0,8% asiático
- 0,2% amerindio

## Cultura

### Teatros

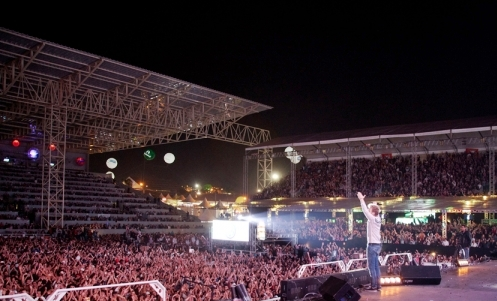
Espectáculo en Americana.

- El Teatro Arena Elis Regina, o el Teatro Arena Elis Regina (llamado así por Elis Regina) fue construido en 1981 y se convirtió en un lugar para varios artistas. Luego fue abandonado en un estado de ruina, habiéndose convertido en un sitio de actividades ilegales. En 2000 comenzó la reconstrucción, reabriendo el 22 de septiembre de 2004. El teatro fue reconstruido con la idea de un circo en mente: ofrecería varios espectáculos y actividades de entretenimiento simultáneamente, y el teatro fue cubierto con una lona blanca, evocando la impresión de ligereza y brillo. El teatro ofrece 1100 asientos, dos camerinos y un amplio estacionamiento.
- Teatro Municipal Lulu Benencasse, o Teatro Municipal Lulu Benencasse, inaugurado en 1986, ocupando el edificio del antiguo Cine Brasil, que durante décadas había sido un lugar de reunión para los jóvenes  americanonenses. Desde su inauguración ha servido como sede de diversas ofertas culturales, como obras de teatro, espectáculos de danza y música, así como diferentes programas sociales y artísticos. El teatro fue elegido como lugar de rodaje por los productores de la película Por Trás do Pano (1999, con Denise Fraga) debido a su aspecto tradicional. Tiene 840 asientos.

### Biblioteca Municipal

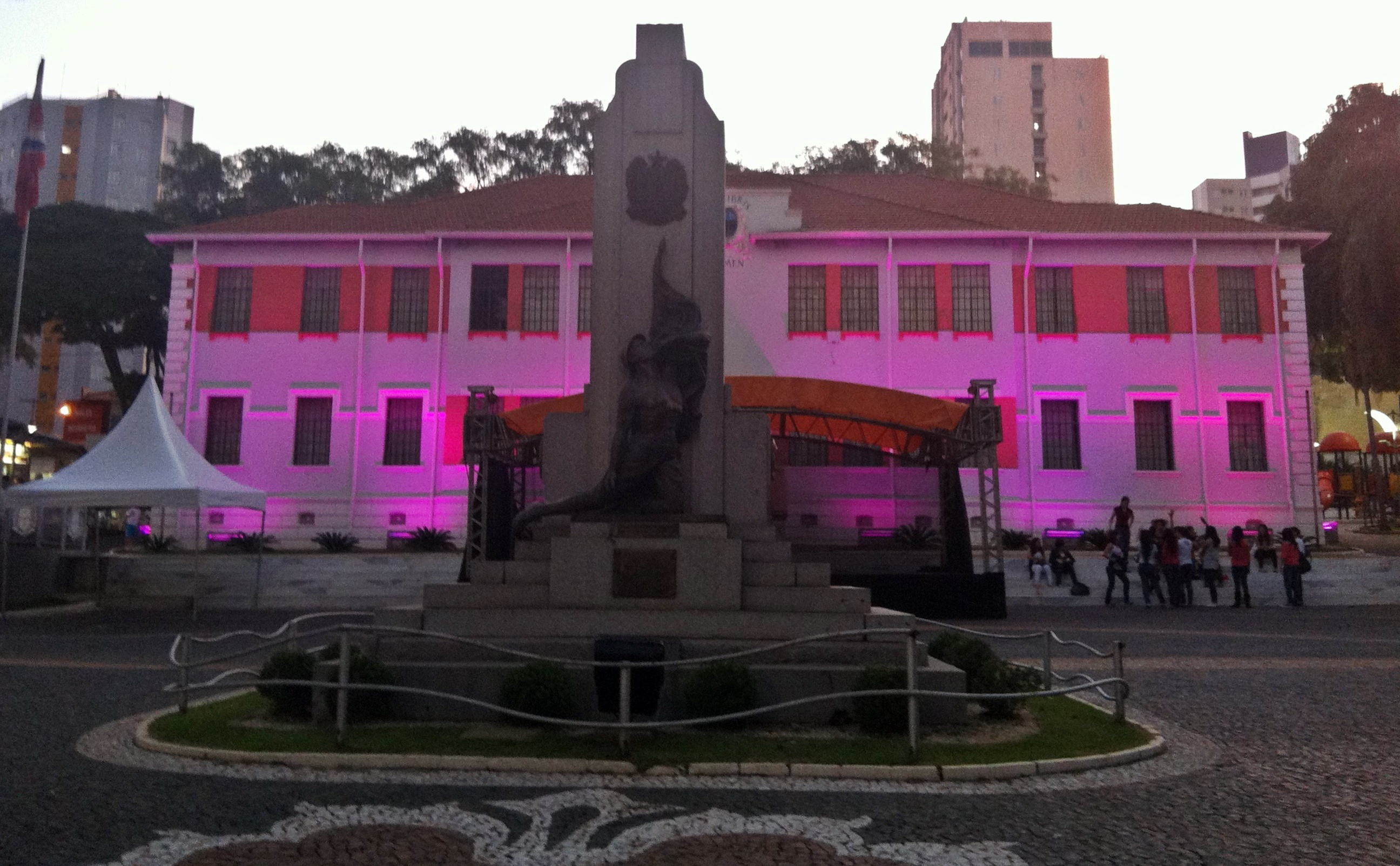
Biblioteca de Americana.

La Biblioteca Municipal, que lleva el nombre de la maestra Jandira Basseto Pântano, fue fundada el 25 de octubre de 1955. Ocupa el antiguo edificio del Grupo Académico "Dr. Heitor Penteado" en la Plaza Comendador Müller, cerca de la Iglesia de Santo Antônio. Contiene 41 429 libros sobre diversos temas generales y 9 051 libros para niños, con un total de 50 480 libros (a junio de 1999), así como 114 periódicos diversos y 24 500 revistas, incluidas las infantiles. El número medio de visitantes en 1998 fue de 600 personas, que en su mayoría llegaron por la tarde. Su número de asociados afiliados asciende a 31.900 personas, a diciembre de 1998.
Jandira Basseto Pântano nació el 27 de octubre de 1918, en Americana. Recibió su educación primaria en las Escolas Reunidas, una de las primeras escuelas fundadas en la ciudad. Completó su formación en Campinas y en enero de 1938 fue nombrada profesora suplente en el Grupo Académico "Dr. Heitor Penteado" antes de convertirse allí en profesora de tiempo completo. Trabajó como maestra en la escuela durante 22 años y se destacó por su arduo trabajo y diligencia. Trabajó con todos los grados, pero prefirió trabajar con los estudiantes de cuarto año y prepararlos para el resto del mundo. Se jubiló el 9 de marzo de 1968 y falleció el 7 de junio de 1988. Hasta su muerte siguió recibiendo estudiantes en su casa, ayudando a adultos analfabetos y niños pobres.

### Museos y centros culturales

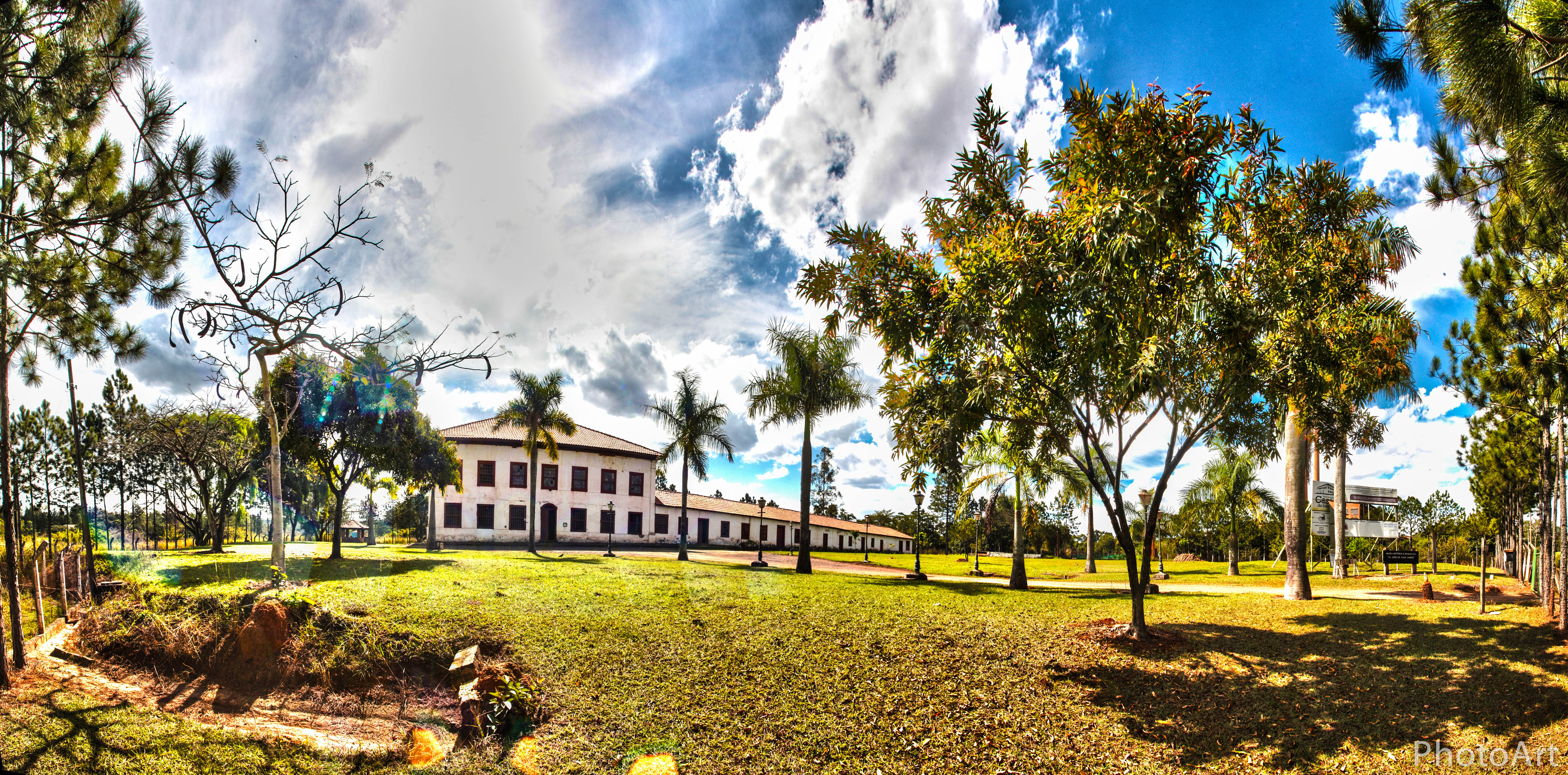
Museo Salto Grande en Americana.

- Museo de Arte Contemporáneo (Museu de Arte Contemporânea (MAC)): Fundado en 1978, se encuentra en un edificio anexo a la Biblioteca Municipal. Contiene 260 obras de arte de artistas contemporáneos, entre pinturas, esculturas, grabados, diseños, fotografías e instalaciones artísticas. El museo cuenta con exposiciones de artistas locales y de artistas de otras ciudades, así como talleres y clases. También contiene una biblioteca y realiza un concurso nacional anual, que otorga el "Prêmio Revelação de Artes Plásticas" (Premio Revelación de Artes Plásticas) a jóvenes artistas.
- Museo Histórico y Pedagógico "Conselheiro João Carrão" (Museu Histórico e Pedagógico "Conselheiro João Carrão): Este museo está ubicado en la antigua hacienda conocida como Salto Grande construida en la Minas Gerais colonial estilo de taipa según la técnica del "pilão", donde el material se apila y se comprime en capas horizontales una hilada a la vez, con cimientos de madera real. los ríos Atibaia y Jaguari, el museo contiene fotografías, mapas, artefactos y máquinas históricas, muebles y dispositivos de tortura utilizados durante el sistema de esclavitud.

### Religión

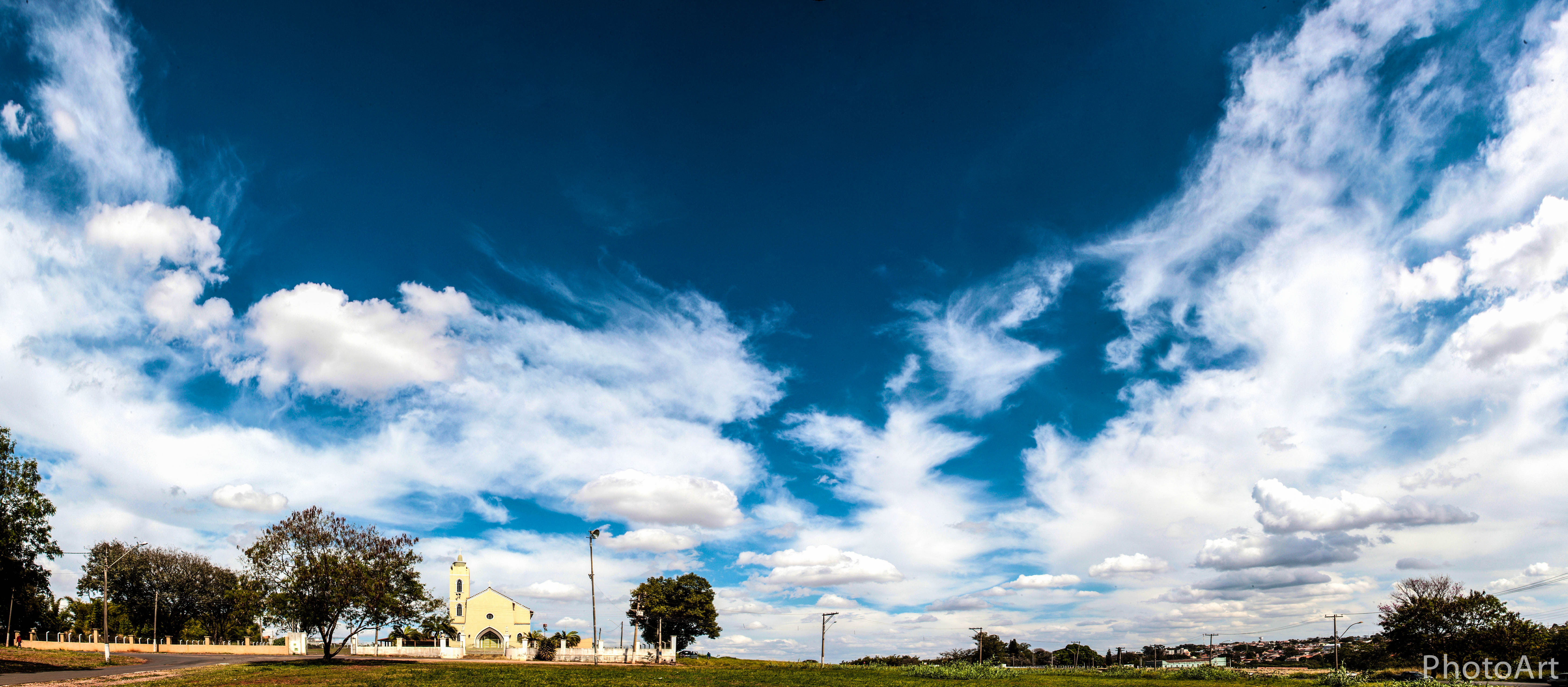
Iglesia en Americana.

- Catolicismo: Desde el desmembramiento de la arquidiócesis de Campinas en 1976, Americana cayó bajo la diócesis de diócesis de Limeira. Americana tiene una fuerte tradición católica debido a la influencia de los luso-brasileños y de sus inmigrantes italianos brasileños, que comenzaron a llegar en 1887. La primera iglesia en Americana se construyó a mediados de 1896 y se dedicó a San Antonio de Padua, quien se convirtió en el santo patrón de la ciudad. La ciudad tiene una de las iglesias católicas más grandes del país construida en estilo Neoclásico, la Iglesia Nueva de San Antonio (Matriz Nova de Santo Antônio), la más grande de la diócesis.[20]
- Protestantismo y evangelicalismo: Americana es también el hogar de adherentes de denominaciones protestantes como la Nazareno, Presbiteriana, Metodista, Bautista, Asamblea de Dios, Adventista, Pentecostal denominaciones tales como Iglesia Universal y Restauracionista denominaciones como los Testigos de Jehová y La Iglesia de Jesucristo de los Santos de los Últimos Días. Los inmigrantes del sur de los Estados Unidos trajeron consigo diversas costumbres y religiones, en su mayoría de creencias presbiterianas y bautistas.

## Infraestructura

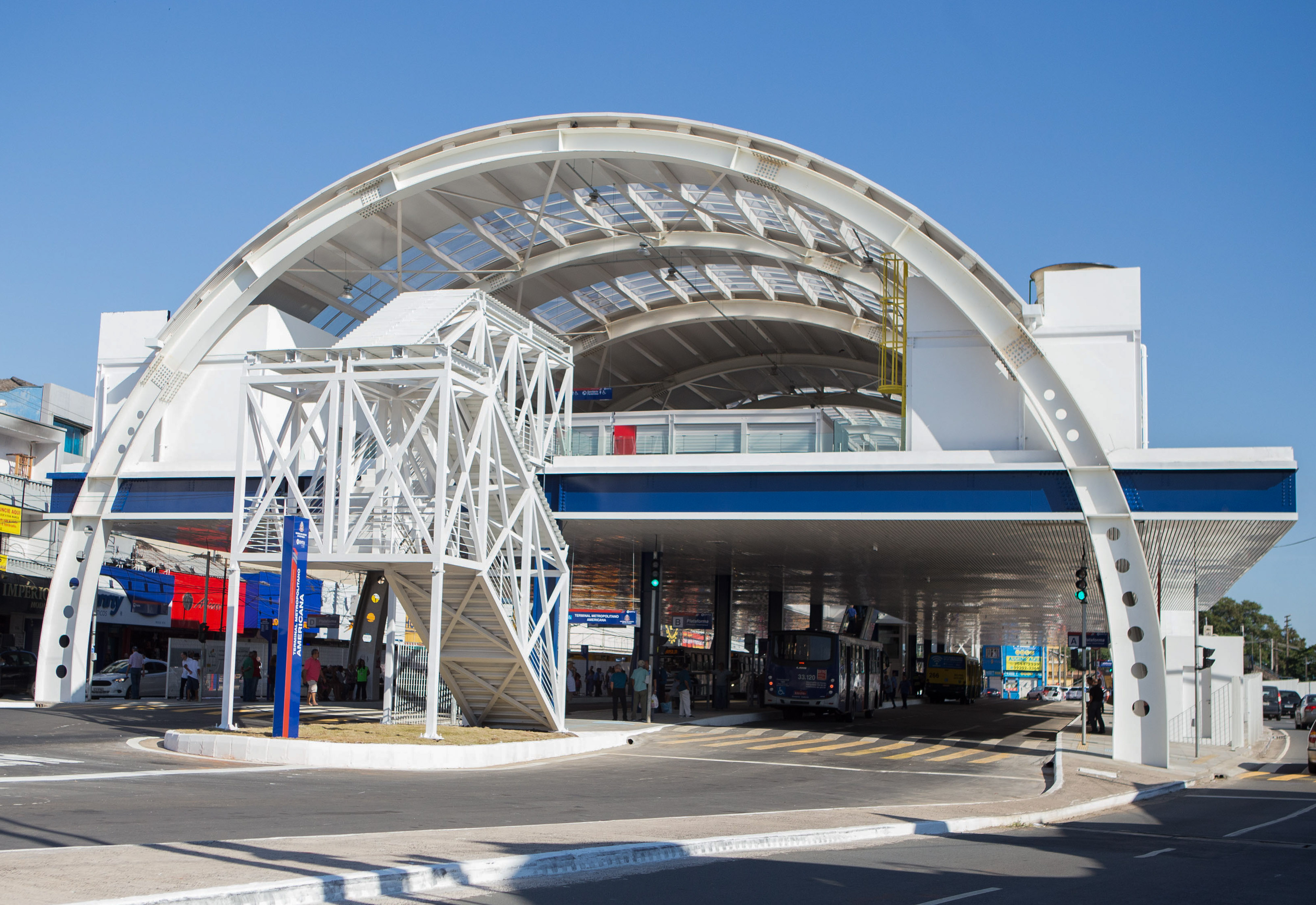
Estación de autobuses en Americana.

### Estación de autobuses
Denominada Terminal Rodoviario Francisco Luiz Bendilatti, la terminal de ómnibus Americana funciona desde 1988 y está ubicada en el barrio Campo Limpo. El local recibe autobuses de más de treinta localidades, que operan en las regiones Sudeste, Sur y Centro-Oeste de Brasil. Las principales ciudades conectadas con la estación de autobuses Americana son São Paulo, Goiânia, Curitiba, Araraquara, Osasco, Limeira, Santo André , Cascavel, Londrina y Maringá. La Terminal cuenta con veinticinco empresas de transporte de carga.

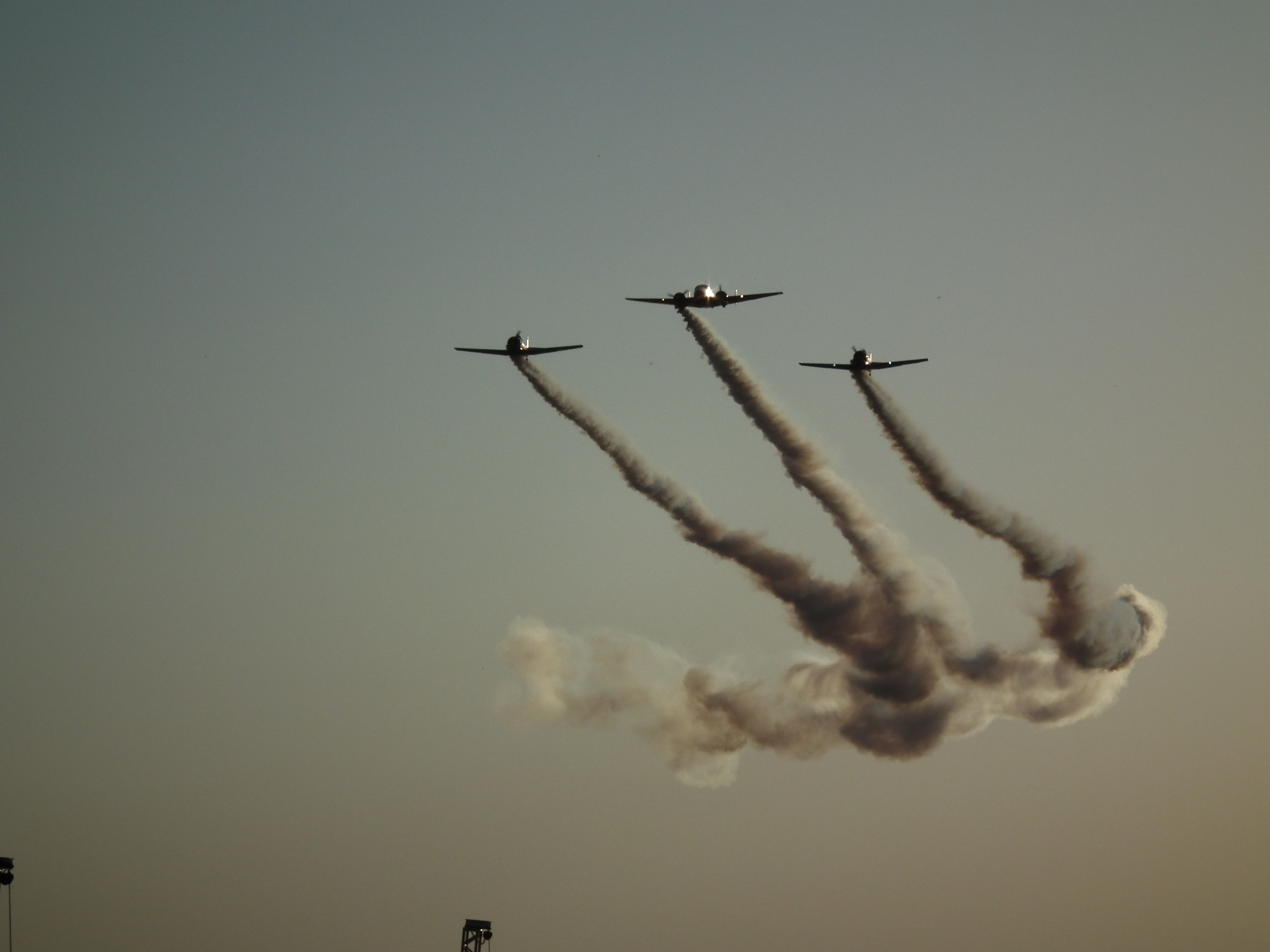
Espectáculo Aéreo en Americana.

### Deportes
En el fútbol la ciudad está representada por el Rio Branco Esporte Clube, fundado el 4 de agosto de 1913. Rio Branco jugó en la serie A1 del Campeonato Paulista desde 1992 y fue relegado a A2 en 2009.
Jugaba en la serie C del Campeonato Brasileiro. El equipo juega en Décio Vitta, con una capacidad de 15.000.
Americana es también la ciudad natal del Paralímpicos nadador Danilo Binda Glasser, ganador de dos medallas de bronce en los Juegos Paralímpicos de Sídney 2000 y en Atenas 2004, y del futbolista Oscar, medallista de plata. en los Juegos Olímpicos de Londres de 2012, campeón de la Copa Confederaciones de la FIFA en 2013, campeón de la Liga de Campeones de la UEFA en 2011 y 2012 Chelsea F.C..
En 2014, la ciudad fue sede del primer Campeonato Panamericano de Korfball.

## Economía
Amblyomma sculptum y A. dubitatum son comunes aquí. Brites-Neto et al., 2017 encontró que α-cipermetrina (piretroide) y flufenoxuron (inhibidor de la síntesis de quitina de benzoilurea) son eficaz contra las poblaciones en esta área. Estas garrapatas son importantes parásitos veterinarios y, por lo tanto, α-cyp y flufenoxuron son útiles aquí para la protección de los animales.